# تشيس كليمنتس
تشيس كليمنتس (بالإنجليزية: Chase Clements)‏ هو لاعب كرة قدم أمريكية أمريكي، ولد في 31 ديسمبر 1901 في ماونت فرنون في الولايات المتحدة، وتوفي في 1971.

## وصلات خارجية
- تشيس كليمنتس على موقع مرجع كرة القدم المحترفة.كوم (الإنجليزية)